# Béatrix Ire de Bigorre
Béatrix Ire (1064 - †1095) est une comtesse de Bigorre de 1080 à 1095, et fille de Bernard II, comte de Bigorre, et d'Étiennette Douce de Marseille, fille de Guillaume II, vicomte de Marseille et d’Étiennette des Baux, et veuve en 1062 de Geoffroi Ier, comte de Provence.

## Biographie
Elle succède à son frère Raymond II en 1080 et unit ainsi la Bigorre au Béarn, par son mariage avec le vicomte Centulle V de Béarn. L’union ne dure que dix ans, car Centulle est assassiné à Tena en 1090. Gaston IV, fils d’un premier mariage de Centulle, lui succède dans le Béarn, tandis que Béatrix devient régente de la Bigorre au nom de son fils aîné, Bernard III.
Elle doit lutter contre les habitants de Barèges, qui cherchent à lui interdire l’accès à la vallée, mais parvient à mater la rébellion.

## Mariage et enfants
Elle épouse vers 1079 Centulle V, vicomte de Béarn († 1090), et donne naissance à :
- Bernard III († 1113), comte de Bigorre ;
- Centulle II († 1129), comte de Bigorre après son frère.